# Plicosepalus meridianus
Plicosepalus meridianus là một loài thực vật có hoa trong họ Loranthaceae. Loài này được (Danser) Wiens & Polhill miêu tả khoa học đầu tiên năm 1985.